# Grundschule Nr. 36 (Mariupol)
Die Grundschule Nr. 36 (ukrainisch Маріупольська початкова школа 36) war eine Bildungseinrichtung im ukrainischen Mariupol. Sie war die erste Ganztagsschule der Ukraine und wurde im Russisch-Ukrainischen Krieg im Jahr 2022 zerstört.

## Geschichte
Im Jahr 1936 wurden in Mariupol gleich sieben neue Schulen erbaut, darunter Schulen für die Siedlungen der Stahlwerke von Iljitsch und Asow-Stahl sowie in verschiedenen Vororten, um deren Schulwege zu verkürzen. Alle sieben wurden Mitte August eröffnet. Im Jahr 1937 folgten drei weitere Schulen, die ebenfalls Teil des „Zweijahresschulprogramms“ (russisch «Школьная двухлетка») der Stadtregierung waren. Mehrere dieser Bauten wurden bewusst an den Stellen der kurz zuvor in den 1930er Jahren durch die Sowjetunion gesprengten orthodoxen Kirchen gebaut, darunter die Schule Nr. 37 (1936) anstelle der Kirche der Heiligen Konstantin und Helena und noch etwas später die neue Schule Nr. 11 (1938) anstelle der Mariä-Geburt-Kirche von Karassewka.
Drei der neuen Mariupoler Schulen der Jahre 1936 und 1937 besaßen einen identischen Aufbau (Nr. 32, Nr. 36 und Nr. 40) und wurden zudem bau- und zeitgleich auch in anderen Städten errichtet – so ist etwa die Fachschule Nr. 134 in Charkiw von 1936 oder die Schule Nr. 1 in Tschernihiw identisch mit diesen Schulgebäuden. Daher wurden sie vermutlich nach einem Typenentwurf eines Architekten erbaut. Die Schule Nr. 36 in Mariupol gehört zu den 1936 fertiggestellten Bauten und befindet sich an der Kuindschi-Straße (ukrainisch Куїнджі вулиця 140) in Kirowski (ukrainisch Кіровський) im heutigen Stadt-Rajon Zentral. Sie ersetzte die Mariä-Himmelfahrt-Kirche von Marinka (Mariupol), die auf Drängen der Union der militanten Ungläubigen der Ukraine (ukrainisch Спілка войовничих безвірників України), die zum Verband der kämpfenden Gottlosen gehörte, kurz zuvor gesprengt worden war.
Nach Angaben der Schule wurden auch Steine der Kirche für den Schulbau verwendet. Um den schnellen Baufortschritt zu gewährleisten, wurde ein „NKWD-Bautrupp“ eingesetzt. Dabei handelte es sich um politische Gegner der Bolschewiki, die zwangsverpflichtet wurden. Der Bautrupp verarbeitete allein für diese Schule eine Million Ziegel. Als erste der neuen Schulen wurde die Schule Nr. 36 am 26. Mai 1936 fertiggestellt. In einem Artikel der Zeitung Priasowskij proletarij vom Folgetag wurde berichtet, dass die Schule für 880 Schüler gedacht sei und 14.400 Kubikmeter Gesamtvolumen habe.
Im Jahr 2017 wurde Entscheidung getroffen, die Schule in eine reine Grundschule für die Klassen 1 bis 4 umzuwandeln, die ihre Lernkonzepte an den digitalen Wandel anpasste und als Ganztagsschule konzipiert wurde, um so den Eltern eine Unterbringung bis 18 Uhr zu ermöglichen. Dies führte dazu, dass auch Schüler aus anderen Stadtteilen in diese Schule gegeben wurden, zumal sie als erste Grundschule im gesamten Oblast Donezk und erste Ganztagsschule der Ukraine galt. Im Jahr 2021 wurde die Schule renoviert und das Umfeld aufgewertet.

### Zerstörung 2022
Im März 2022 wurde die Schule im Rahmen des russischen Überfalls auf die Ukraine bei der Belagerung von Mariupol zerstört: die gesamte Südfassade stürzte ein, ebenso teilweise das Dach und die Zwischenetagen, so dass vor allem Teile der Außenmauern stehen blieben.

## Baubeschreibung
Das knapp 90 Meter lange Bauwerk ist symmetrisch aufgebaut. Aus der Fassade treten drei Risalite hervor, die jeweils fünf Fensterachsen besitzen, wobei aber am zentralen Risalit zwei Fensterachsen verblendet sind. Die mittleren drei sind dort zudem rundbogig eingefasst, so dass der darunter befindliche Haupteingang, der von zwei vorgesetzten Stelen flankiert wird, zusätzlich betont wird. Die vertikale Gliederung der Fassade erfolgt daneben durch angedeutete Pilaster, die farblich anders gestaltet wurden, die horizontale durch einen Fries und Gesimse.